# 木咲美琴
木咲 美琴（きさき みこと、1991年12月27日- ）は日本のAV女優。
2011年2月1日、「Boin「木咲美琴」Box 木咲美琴」でAVデビューした。乳輪の大きな爆乳女優である。

## 出演作品

### アダルトビデオ
2011年
- Boin「木咲美琴」Box（2月1日、ABC/妄想族）
- Boin「木咲美琴」Box2（3月1日、ABC/妄想族）
- Boin「木咲美琴」Box 爆乳看護婦の母性愛（3月19日、ABC/妄想族）
- 姫GALコスパイズリ おしゃれでかわいい113K（3月25日、シネマユニット・ガス）
- 爆乳発情乱舞（4月1日、ABC/妄想族）
- 巨乳・爆乳 巨乳モデルの初撮り その場で即ハメ!!（5月2日、映天）他出演:瀬戸みずほ、あきな、吉野麻衣子、西井優香
- Baku乳イキまくり（6月1日、ワンズファクトリー）
- 巨乳・爆乳 顔面パイズリ乳圧迫 ついに、出た!乳の新ジャンル! 2（6月17日、映天）他出演:仁科百華、花蓮、西井優香、恵けい
- こだわりの着衣爆乳 一番似合う着衣でパイズリSEX（6月24日、シネマユニット・ガス）
- 爆乳JK（7月1日、ワンズファクトリー）
- 巨乳・爆乳 働くオンナの職業別巨乳 授乳手コキパイズリセックス発射（7月1日、映天）他出演:仁科百華、櫻井夕樹、西井優香、瀬戸みずほ、松すみれ、恵けい、柏木みあ、あきな
- ボインボックス 豊満爆乳 BEST4時間（7月1日、ABC/妄想族）他出演:鮎川るい、漣ゆめ、櫻井夕樹、有永すずか
- ママの大きなおっぱいは僕のモノ（7月19日、ABC/妄想族）
- 僕の爆乳ペット（8月19日、ABC/妄想族）
- 巨乳輪 おっぱいを舐めむしゃぶり揉むセックスのとことん4時間（8月19日、ABC/妄想族）他19名出演
- 113cmKcupの柔らか軟乳人妻のぷにゅぷにゅ不倫（8月19日、OPPAI）
- 五反田で話題のJカップJカップIカップHカップの風俗店（11月4日、映天）共演:仁科百華、辻井美穂、大月まゆか
- ボインボックス木咲美琴ベスト4時間（11月19日、ABC/妄想族）※総集編

2012年
- 3匹の発情メス犬飼育 4時間（2月3日、映天）共演:星山里穂、椎名みくる
- パイズリ大好き!!! Iカップ以上の挟射 撮りおろし（3月17日、シネマユニット・ガス）他出演：かじか凛、杏美月、星野みかん、葉月めい、木咲美琴、和希エリ、リアナ滝口、橘なお
- 近親相姦 母と息子の相互オナニー 20家族（10月19日、ABC/妄想族）他出演：羽月希、仁科さゆり、羽川佳美、相楽葵、荒木瞳、甲斐ミハル 他